# Lady Star
Lady Star utkom den 7 april 2006 och är ett samlingsalbum av den svenska popsångerskan Lena Philipsson. Albumet innehåller många av Lena Philipssons gamla låtar.

## Låtlista
1. Juliette & Jonathan
2. Det är här jag har mitt liv
3. Stanna här hos mej
4. Vindarnas väg
5. Fly Me over the Rainbow
6. Jag sänder på min radio
7. Oskuldens ögon
8. Lady Star
9. Om kärleken är blind
10. Helene
11. Spell of Love
12. När jag behöver dig som mest
13. You Opened My Eyes
14. Om du ger upp
15. Kom